# Airvox
Airvox ist ein Musikprojekt des Schweizer Dance-Produzenten Tom Bloom.

## Geschichte
Tom Bloom wurde in Luzern geboren. Er hat eine klassische Klavierausbildung und spielte lange Jahre Synthesizer. 2011 begann er das Projekt Airvox, bei dem er alle Songs komponiert, textet und digital produziert. Veröffentlicht werden die Songs über sein eigenes Label Blue Vibe Records. Musikalisch orientiert er sich an der elektronisch geprägten Musik der 80er Jahre.
Seine erste Single war 2011 das Lied Wake Up!. Im Jahr darauf folgte Invincible. Der erste Erfolg war im Sommer 2013 der Song Wave Goodbye. Damit erreichte er Platz 21 der Schweizer Hitparade. Eineinhalb Jahre später konnte er mit Flame of Life erneut in die Charts einsteigen.

## Diskografie
Singles
- Wake Up! (2011)
- Invincible (2012)
- Wave Goodbye (2013)
- Flame of Life (2014)